# Каатинга східна
Каати́нга східна (Herpsilochmus sellowi) — вид горобцеподібних птахів родини сорокушових (Thamnophilidae). Ендемік Бразилії.

## Опис
Довжина птаха становить 12 см, вага 7-8 г. Тім'я самця чорне, надбрівна смуга біла, за оком чорна пляма. Тім'я сіре, спина сіра, між крил біла пляма. Крила чорні, кінчики пер білі, на крилах білі плями. Хвіст чорний, кінчик хвоста, нижня частина тіла біла. Верхня частина тіла самиці оливкова, лоб жовтуватий, тім'я чорне, поцятковане білими смужками, нижня частина тіла жовтувата.

## Поширення й екологія
Східні каатинги поширені на посушливому північному сході Бразилії, від Мараньяна на заході до Ріу-Гранді-ду-Норті на сході, від південної Баїї до крайньої півночі Мінас-Жерайсу. Ізольована популяція мешкає в горах Серра-ду-Качімбо на півдні штату Пара. Вони живуть в широколистних лісах і в заростях каатинги на висоті до 1000 м над рівнем моря.